# 고다이라시
고다이라시(일본어: 小平市)는 일본 도쿄도 다마 지역에 있는 시이다.

## 지리
무사시노 대지의 서쪽에 위치한다. 바닥이 긴 사다리꼴 모양으로, '고다이라(小平)'라는 지명에서 알 수 있듯이 기복은 심하지 않다. 동쪽 끝에 이시가미이강의 원류가 있지만, 이외 지역에서는 물을 구하기 어려웠다. 그러나 에도 시대에 다마가와 상수도가 개설되어 거기서 물을 취수할 수 있게 되면서 처음으로 개척할 수 있는 여건이 마련되었다. 또한 신전 개발로 인해 취락이 형성되었다. 시내에는 다마가와 상수 산책로, 고다이라 묘원 등 녹지가 많다. 과거에는 바람 피해를 막기 위해 방사림을 심어 시내에는 보존수로 지정된 것이 있으며, 1931년 지금의 쓰다초로 이전한 쓰다주쿠 대학의 첫 공사는 방사림의 식수였다고 한다.
교통은 도쿄 중심부로 향하는 오메 가도, 고카이치 가도, 세이부 철도 신주쿠선과 하이지마선이 도시를 동서로 연결하고 있다. 또한 남북 방향으로는 고가네이 가도, 후추 가도 외에도 세이부 철도 고쿠분지선과 다마코선, JR 무사시노선이 지나며 도코로자와 고쿠분지 방면 등으로 연결된다.
시내에 철도가 처음 들어온 것은 메이지 시대의 가와고에 철도(현 세이부 철도 고쿠분지선)로, 후추 가도와 가까운 오가와역이 개설되었다. 시내에는 옛 신덴 시대의 지명인 오가와, 스즈키, 오누마 등이 남아 있으며, 에도 시대 오와리 도쿠가와 가문의 매장이 있었던 데서 유래한 다카노다이, 1883년 메이지 천황의 행차에서 유래한 고쿄(御幸)라는 지명 등이 있다.

### 용수로
시내에는 다음과 같은 용수로가 남아 있으며, 시에서는 물과 녹지를 접할 수 있는 공간으로 보존·정비를 하고 있다.
- 노비도메 용수 - 히가시야마토시와의 경계를 흐른다.
- 오가와 용수 - 나카지마초에 있는 오가와 다리 부근에서 다마가와 조스이로부터 분수되어 오메 가도를 따라 시내 북동부를 흐른다.
- 사가와 용수 - 이쓰카이치 가도를 따라 흐른다.
- 신보리 용수 - 다마가와를 향해 병행하여 흐른다.
- 다니시 용수 - 간토관구 경찰학교 부근의 신보리 용수에서 분수되어 고가네이 가도 부근에서 스즈키 용수와 교차하여 하나코가네이역 방면으로 흐른다.
- 스즈키 용수 - 간토관구 경찰학교 부근의 신보리 용수로부터 분수되어 스즈키 가도를 따라 흐른다.
- 오누마다 용수 - 마이다도 부근의 스즈키 용수에서 분수되어 시내 북동부를 흐른다.
- 노나카 용수 - 오메 가도 부근의 오누마다 용수에서 분수되어 오메 가도나 도쿄 가도를 따라 흐른다.
- 세키노 용수 - 신고가네이 가도와 고가네이 가도의 사이, 이쓰카이치 가도의 북쪽을 흐른다.

## 역사
고다이라시는 무사시노 대지에서도 수리가 부족한 지역으로 고고학 유적은 구석기 시대의 스즈키 유적과 나라 시대부터 헤이안 시대까지의 수혈주거지를 볼 수 있는 하치소 유적이 약간 분포되어 있을 뿐이다. 율령제 하에서는 무사시국 다마군에 속했으며 관도인 도산도 무사시로가, 중세에는 가마쿠라 가도 상도의 길이 남북으로 통과하였으나 근세까지 안정적 정착은 어려웠을 것으로 여겨진다.
1590년에 도쿠가와 이에야스가 에도에 이주한 것을 계기로 에도성 축성을 위한 자재를 나르는 운반로가 많이 조성되었고 오메에서 에도를 잇는 오메 가도도 정비되었다. 1652년에 물 부족 해소를 위해 노중의 마츠다이라 노부쓰나에 의해 상수도 공사가 계획되고 이듬해 1653년부터 공사가 시작되어 1654년에 다마가와 상수도가 완성되었다. 1655년에 마쓰다이라 노부츠나가 가신 야스마츠 킨에몬과 코바타케 스케자에몬에게 명해 다마가와 상수도에서 분수한 들불지용수를 40일에 걸쳐 완성시켰다.
주변 지역의 물 부족 문제 해소를 거쳐 1656년에 무사시국 다마군 기시무라(현 무사시무라야마시)의 향사 오가와 구로우베에가 에도 막부에 개척 허가를 출원하였다. 1657년부터 오가와무라로 개척해 오메 가도를 따라 오가와 용수를 정비해 오가와 닛타오 닛타 개발을 실시했다.
이후 개천마을을 중심으로 여러 마을이 형성되었고, 오메 가도변에 개천숙소가 설치되었다. 시 지역에서는 무사시노 대지로 특징적인 가도를 사이에 둔 단책형 지할이 남아 있고, 구 명주가의 지방 문서도 많이 현존하고 있다. 1678년에는 오와리 도쿠가와 가문의 다카바가 설치되었다. 다카노 가도나 다카노다이(高野臺)의 지명은 여기에서 유래되었다. 향보 개혁에서는 일부는 무사시노 신단에 속해 있었다.
메이지 시대 이후에도 도심 외곽의 준노촌 지대였다. 메이지 시대 초기에 한때 다마가와 상수도를 이용한 배 운항을 하였으며, 메이지 시대에는 철도 유치 운동이 활발해졌으며 주오선 오가와역 설치 계획은 노선이 남쪽으로 변경되어 무산되었지만 1894년에 가와고에 철도(현 세이부 고쿠분지선)의 오가와역이 개설되어 쇼와 초년에는 세이부 신주쿠선, 세이부 다마코선이 각각 개업했다. 간토 대지진 후에는 '학원도시'라는 이름으로 현재의 학원 히가시마치·학원 니시마치 부근의 택지 개발이 이루어졌으며, 쇼와 초기에는 여자 영어학원(현 쓰다주쿠 대학) 등의 학교와 병원 등도 설치되었다. 육군경리학교 등 군사 시설도 설치되면서 인구가 점점 증가하였는데, 1944년 정제가 시행될 당시에도 대부분은 농지(논밭)였다.
전후에는 도심부의 주택난에 대응하기 위해 도영 주택 건설이 진행되어 고도 성장기에는 베드타운으로 인구가 급격하게 증가하였다. 공공 주택 단지의 건설과 민간에 의한 택지 개발이 진행되어 스프롤 현상도 일어났다. 브리지스톤이나 히타치 제작소 등의 공장, 대학이나 전문학교 등 교육기관도 증가했다. 1973년에는 무사시노선이 개통하였다. 급격한 도시화의 진전으로 도시 기반 정비는 늦어지기 쉬웠지만 하수도 부설, 역 주변의 정비나 토지구획 정리도 이루어졌다. 2021년 4월부터 건축주사를 두는 특정행정청으로 되어 있다.

### 행정구역 변천
- 1889년 4월 1일 - 정촌제 시행으로 오가와무라, 오가와닛타, 오누마다닛타, 노나카닛타 요에몬구미, 노나카닛타 요자에몬구미, 스즈키닛타, 마와리다닛타 등 7개 촌이 합병해 가나가와현 기타타마군 고다이라촌이 되었다.
- 1893년 - 가나가와현에서 도쿄부로 이관되어 도쿄부 기타타마군 고다이라촌이 되었다.
- 1943년 - 도쿄도제 시행으로 도쿄부가 폐지되고 도쿄도를 설치하여 도쿄도 기타타마군 고다이라촌이 되었다.
- 1944년 2월 11일 - 정으로 승격하여 도쿄도 기타타마군 고다이라정이 되었다.
- 1962년 10월 1일 - 시로 승격하여 도쿄도 고다이라시가 되었으며 도쿄도에서 11번째 시이다. 시 승격 당일의 인구는 70,634명.

## 인구
| 연도 | 인구    | ±%      |
| ---- | ------- | ------- |
| 1920 | 6,068   | —       |
| 1930 | 6,558   | +8.1%   |
| 1940 | 8,674   | +32.3%  |
| 1950 | 21,659  | +149.7% |
| 1960 | 52,923  | +144.3% |
| 1970 | 137,373 | +159.6% |
| 1980 | 154,610 | +12.5%  |
| 1990 | 164,013 | +6.1%   |
| 2000 | 178,623 | +8.9%   |
| 2010 | 187,035 | +4.7%   |
| 2020 | 198,739 | +6.3%   |

### 주야간 인구
2005년 기준 야간 인구(거주자)는 183,775명이지만 시외에서 통근자와 통학생 및 거주자 중 시내에 주간 잔류하는 인구의 합계인 주간 인구는 160,499명으로 낮에는 밤의 0.873배 인구가 된다. 야간에 비해 낮 인구는 2만 3천 명 정도 줄어들어 통근자·통학생으로 보면 시내에서 시외로 나가는 통근자는 52,528명, 시외에서 시내로 들어오는 통근자는 28,485명으로 통근자는 시외에서 시내로 나가는 통근자가 많다. 그러나 학생은 시외에서 시내로 들어가는 통학생은 11,109명으로 시내에서 시외로 나가는 통학생 10,342명과 학생은 출입이 팽팽하다. 도쿄도 편집 '도쿄도의 주간 인구 2005' 2008년 발행 154-155쪽 인구조사에서는 연령 미상의 자가 도쿄도에만 16만 명이다. 위 그래프에는 연령 미상의 자를 포함하여 주야간 인구와 관련하여 연령 미상의 인물은 숫자에 포함되지 않아 숫자 사이에 오차는 발생한다.

## 지역

### 정명
- 고다이라시에서는 일부 구역에서 주거표시에 관한 법률에 따른 주거표시제가 실시되고 있다. 주거표시제 실시 전의 정명 등란에 밑줄이 있는 정명은 그 전부, 그 이외는 그 일부이며, 정명 끝에 숫자가 있는 경우에는 초메(丁目)를 나타낸다. 또한 텐진마치2초메에는 일부에 주거표시 미실시 구역이 있다.

### 주택 단지
- 국가공무원공제조합연합회 기헤이초 단지 2007년 폐지: 고헤이 도시계획사업(1단지의 주택시설)
- 도시재생기구 오가와마치 단지(1970년: 고다이라 도시계획사업(1단지 주택시설)
- 방위청 스즈키초 단지-1971년: 고다이라 도시계획사업 (일단지 주택시설)
- 도시재생기구 고다이라 단지, 1965년
- 무사시노 단지
- 프라우드 시즌 하나코가네이 (전 250호, 노무라부동산)
- 에스테이트 조스이 혼초(구 주택·도시정비공단), 나카니와가타, 1984년
- 그린코트 레지던스(이토추 도시개발·일본 종합토지), 2012년
- 파인코트 하나 고가네이 1초메(미쓰이 부동산), 2014년

## 행정

### 우편번호
187-00xx - 고다이라 우체국 관할

### 재정
- 재정 규모(2011년도 결산)
  - 세입 총액 581억 9248만 엔
  - 세출총액 563억 5622만 엔
- 재정력 지수 0.976

### 광역 행정
- 다마 북부 도시광역행정권 협의회

다마지역 북동부 니시도쿄시, 히가시무라야마시, 기요세시, 히가시쿠루메시 및 구마모토시의 5개 시에서 시설 상호이용, 이벤트 공동개최 등을 실시하고 있다.통칭 '타마육도(多馬六都)'.'롯쿄(六都)'란 니시도쿄(西東京)시가 합병하기 전인 다나시(田武市), 호야(保谷)시를 포함한 것으로 합병 후에도 명칭이 계승되고 있다.
- 다마로쿠도 과학관 조합

니시토쿄시, 히가시무라야마시, 기요세시, 히가시쿠루메시 및 구마모토시의 5개 시에서 운영. 시설은 니시토쿄시에 있다.
- 도쿄도 11시 경륜사업조합
하치오지시, 무사시노시, 오메시, 쇼지마시, 조후시, 마치다시, 고가네이시, 히노시, 히가시무라야마시, 고쿠분지시 및 구마모토시의 11개 시에서 게이오각 경륜을 개최하고 있다. 시설은 조후시에 있다.
- 도쿄도 4시 경정사업조합
히노시, 히가시무라야마시, 고쿠분지시 및 구마모토시의 4개 시에서 다마가와 경정을 개최하고 있다.사무소는 조후시에, 시설은 후추시에 있다.
- 쇼와 병원 기업단
고가네이시, 히가시무라야마시, 히가시쿠루메시, 기요세시, 히가시다이와시, 니시도쿄시 및 구마모토시의 7개시에서 지역 핵심의료로서 공립 쇼와병원을 운영하고 있다(과거 구성시였다, 무사시노시, 고쿠분지시 및 무사시무라야마시는 탈퇴하였다.).시설은 코다이라시 하나코가네이 8가에 있다.
- 고다이라, 무라야마, 야마토 위생 조합
무사시무라야마시, 히가시야마시 및 구마모토시의 3개 시가 구성하는 일부 사무조합으로 3개 시가 배출하는 폐기물의 처리를 목적으로 청소공장을 운영하고 있다. 시설은 고다이라시 나카지마초에 있다.
- 쇼난 위생조합
- 도쿄 다마 광역자원순환조합
- 도쿄 시정촌종합사무조합
- 도쿄도 시정촌직원공제조합
- 도쿄도 시정촌직원퇴직수당조합
- 도쿄도 시정촌의회의원 공무재해보상 등 조합
- 도쿄도 국민건강보험단체연합회
- 도쿄도 후기고령자의료광역연합
- 도쿄 도시공평위원회
- (공재) 도쿄 시정촌자치조사회
- (공재) 도쿄도 구시정촌진흥협회

### 지자체 교류
- 홋카이도 루모이군 고다이라정(오비라정)(루모이 진흥국)

같은 이름의 자치체라는 이유로 1978년 7월 1일에 자매도시를 체결하였고 또 1996년에는 고다이라 우체국과 고다이라 우체국도 전국에서 드문 우호 자매 우체국 제휴를 했다.

## 경제

### 산업
산업 분류별 취업 인구 비율은 다음과 같다(2000년 기준)
- 1차 산업 1.2%
- 2차 산업 23.7%
- 3차 산업 72.8%

### 제1차 산업
채소, 과일나무, 꽃·식목이 재배되고 있으며 특산품은 하우도와 배, 블루베리이며 특히 블루베리는 경제재배가 고다이라부터 시작되어 시를 대표하는 특산품으로 꼽힌다. 도쿄도 고다이라시·야마나시현 호쿠토시·이바라키현 쓰쿠바시가 '일본 3대 블루베리'의 땅으로 유명하다.

### 제2차 산업
- HYS엔지니어링서비스 본사
- 히타치 국제전기 도쿄 사업소
- 르네사스 일렉트로닉스 무사시 사업소 - 전 히타치 제작소 무사시 공장.
- 브리지스톤 도쿄 공장
- 로이전기 본사
- 다이이치야 제빵 본사·고다이라 공장(오가와 히가시마치)-빵·양과자의 제조·판매 회사. 2009년 6월에 본점을 오타구에서 고다이라 공장내로 이전.
- 팜피 식품 본사·도쿄 공장
- 아케보노 빵 도쿄 공장
- 유라쿠제과 본사·공장
- 도나베야 닛요 홀딩스 본사(2018년 1월 신주쿠구 도미히사마치로 이전)

### 제3차 산업
- 오토나리움 본사
- 스튜디오 타지 본사
- 도쿄 음악센터 본사

## 공공기관
국가
- 법무성
  - 공안조사청 간토공안조사국 구니타치주재관실 북부주재(소재지 비공표)
- 방위성
  - 육상자위대 고다이라 주둔지(고다이라 학교, 제305기지 시스템통신중대 고다이라 파견대, 제126지구경무대 고다이라 연락반) - 기다이라초2초메 3-1 소재 (구 업무학교, 조사학교)
- 후생노동성
  - 다치카와 공공직업안정소 고다이라 취직정보실 (가쿠인히가시마치1초메 19-13 복지회관 3층)
- 경찰청
  - 간토관구 경찰학교(기헤이초2초메 5-1)

도쿄도
- 경시청 고다이라 경찰서(오가와마치2초메 1265-1)
- 도쿄 소방청 제8소방방면본부 고다이라 소방서(나카마치 21) 특별소화중대·구급대 1
- 오가와 출장소(오가와초1초메 208-1) 구급대 1
- 하나코가네이 출장소 (하나코가네이6초메 12-1) 구급대 1
- 주세국 다치카와 도세사무소 고다이라 도세지소(하나코가네이1초메 6-1, 고다이라 합동청사 내)
- 수도국 고다이라 서비스 스테이션(하나코가네이1초메 6-1, 고다이라 합동청사 내)
- 수도국 오가와 정수소(오가와초 1-847) 재해 시 급수 스테이션
- 수도국 조스이미나미 정수소(조스이미나미3초메 12-36) 재해 시 급수 스테이션
- 수도국 쓰다 2호 스이겐(쓰다초3초메 39-3) 재해시 급수 스테이션
- 도시정비국 타마 건축지도사무소 건축지도제2과(하나고가네이1초메 6-1, 고다이라 합동청사 내)
- 산업노동국 농업진흥사무소 중앙농업개량보급센터(하나고가네이1초메 6-1, 고다이라 합동청사 내)
- 교육청 서부학교경영지원센터 지소(하나고가네이1초메 6-1, 고다이라 합동청사 내)
- 복지보건국 다마 고다이라 보건소(하나고가네이1초메 31-24)
- 복지보건국 고다이라 아동상담소(하나고가네이1초메 31-24)
- 복지보건국 건강안전연구센터 약용식물원 (나카지마초 21-1)
- 건설국 기타타마 북부 건설사무소 고다이라 공구 (오가와마치 1-1091)
- 주택공급공사 고다이라 창구센터(오가와마치8초메 1-108)

기타
- 국립연구개발법인 국립정신·신경의료연구센터 병원(구 국립무사시요양소, 무사시병원)
- 국립연구개발법인 농업·식품산업기술종합연구기구
- 동물위생연구부문 해외병연구거점(조이혼마치6초메 20-1)
  - 독립행정법인 농림수산소비안전기술센터
- 본부 농약검사부 고다이라 총무분실(스즈키초 2-772)
- 독립행정법인 도시재생기구
  - 동일본 임대주택본부 기타타마 주택관리센터 고다이라 단지관리서비스사무소 (기헤이초3초메 3-2-25)
- 독립행정법인 대학개혁지원·학위수여기구(학원 니시마치1초메 29-1)
- 일본우정그룹
  - 일본우편 주식회사 고다이라우체국
  - 유초 은행 고다이라점 (정식 명칭: 본점 고다이라 출장소)

## 교통

### 도로
- 도쿄도도 제15호선
- 도쿄도도 제16호선
- 도쿄도도 제17호선
- 도쿄도도 제131호선
- 도쿄도도 제132호선
- 도쿄도도 제133호선
- 도쿄도도 제134호선
- 도쿄도도 제144호선
- 도쿄도도 제227호선
- 도쿄도도 제230호선
- 도쿄도도 제248호선
- 도쿄도도 제253호선
- 도쿄도도 제328호선

### 철도
- 세이부 철도
  - 신주쿠선
  - 다마코선
  - 고쿠분지선
  - 하이지마선

- 동일본 여객철도
  - 무사시노선

## 관련 문헌
- 도서 - 다가올 민주주의(왜 민주주의는 여전히 미완성일까?)<고쿠분 고이치로 지음>
  - 도서 내용 - 328번 도로를 둘러싼 정부와 주민들의 대립